# Odd Brochmann

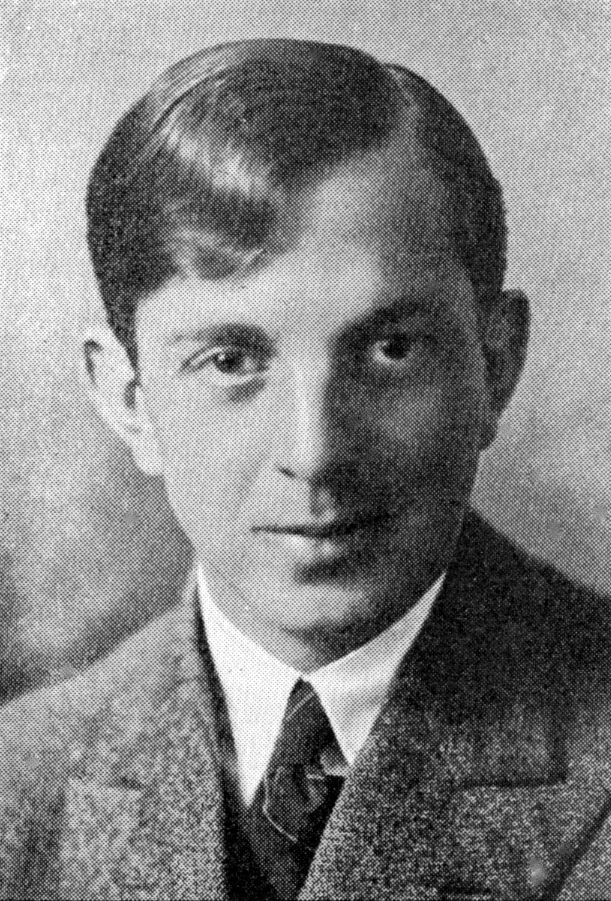
Odd Brochmann.

Odd Brochmann född 21 december 1909 i Oslo, död 27 oktober 1992 i Köpenhamn, var en norsk arkitekt, professor, tecknare, skribent, stilhistoriker och statsstipendiat.
Brochmann var utbildad arkitekt från NTH 1928-1934, och etablerade egen verksamhet i Oslo 1937, tillsammans med sin första fru Karen Berner. Från 1952 arbetade han tillsammans med Dag Rognlien. Han var professor vid NTH 1956-57, avvecklade sitt arkitektkontor 1963. Han bosatte sig därefter i Köpenhamn, där han arbetade som skribent (bland annat i Politiken 1964-66) och som lärare vid Kunstakademiets arkitektskole.
Han debuterade med Barnas historiebok 1942, som blev uppföljd av Et eventyr om Norge i tekst og tegninger i två band (1943-44) där hans syster Zinken Hopp skrev, och han tecknade.
Hans facklitteratur om arkitektur började med Hus i Norge : En første hjelp til forståelse av vår byggeskikk (1944) och avslutades med tvåbandsverket Bygget i Norge (1979-81). 
Författarskapet inom stilhistoria och interiörestetik började med Tiden, stilen og vi (1945), sedan En bok om stygt og pent som handler om tingenes form, vesen og innhold, og om det inntrykk de gjør på oss (1953), uppföljaren Den nye bok om stygt og pent : Om tingenes vesen og innhold og om de inntrykk de gjør (1968) och artiklar som «Fortidsmøbler og framtidsmøbler» (1959). En bok om stygt og pent har återutgivits flera gånger, och har översatts till svenska (1954), engelska (1955), tyska (1956) och danska.
Brochmann skrev också reseskildringar och debattlitteratur om förhållandet mellan arkitektur och samhälle. Nasjonalgalleriet hade 1991 en utställning av hans teckningar. Han utnämndes till statsstipendiat 1980, blev hedersdoktor vid Chalmers tekniska högskola 1979, och hedersmedlem av Norske Arkitekters Landsforbund 1981. Han var även riddare av St. Olavs Orden.